# Der zwölfte Sohn
Der zwölfte Sohn ist ein Märchen, das im ungarischen, kroatischen und slowakischen Sprachraum bekannt ist.

## Handlung
Zwölf Söhne eines Königs ziehen in die Welt, um auf Geheiß ihres Vaters zwölf Schwestern für eine Heirat zu finden. Sie gelangen nacheinander zu einem König mit zwölf Töchtern, deren Kutscher sie werden, wobei der jüngste Sohn auf dem Weg dorthin ein goldenes Haar, ein goldenes Hufeisen sowie ein goldenes Tuch findet und dort angelangt sich sein sprechendes Pferd in ein struppiges Fohlen verwandelt. Seine Zukünftige hat jedoch die Eigenschaft ihre Kutscher pfählen zu lassen, also rät ihm das Fohlen sich eine Woche lang mit ihm und den vier teuflischen Kutschpferden der jüngsten Königstochter in einen Stall sperren zu lassen, wo er diese täglich dreimal schlagen solle. Das goldene Haar spendet ihm dabei Licht. Mit dem Goldtuch klopft er am Ende der Woche die vier teuflischen Pferde ab, woraufhin sie sich in vier gehorsame goldhaarige Pferde verwandeln. Wütend über die Wut seiner Tochter, die nun keinen Grund hat den jüngsten Königssohn pfählen zu lassen, verlangt der König von diesem ihm das Mädchen mit den goldenen, lichtspendenden Haaren zur Gemahlin zu bringen.
Mit der Hilfe des Fohlens gelingt es dem Königssohn mit List das goldhaarige Mädchen aus der Obhut ihrer Mutter, die eine in einer Einöde lebende Eisenhexe ist, zu entwenden. Jedoch verwandelt sich dieses erst in eine Kröte, dann in eine weiße Taube und will sich nicht zurückverwandeln, bis der Königssohn ihr ihre Psalmenvögel bringt. Auch diese stiehlt er von der alten Hexe, doch der Goldhaarigen verlangt es nun auch nach ihrem Gestüt, das am roten Meer liegt. Erneut ist dem Königssohn das Fohlen behilflich, indem es den Hengst, dem das gesamte Gestüt folgt, wütend macht und somit hinter sich her lockt. Der Königssohn muss dabei das goldene Haar, das sich in einen dichten Wald verwandelt, das goldene Hufeisen, aus dem ein großer Felsen wird und das goldene Tuch, aus dem ein Eichenwald entspringt, hinter sich werfen, damit die wilde Herde sie nicht einholt. Zuletzt aber bringt er sie in einen Stall des Königs, wo er es, auf den Wunsch der Goldhaarigen hin, auch meistert das Gestüt über einen Bottich zu melken und in dessen kochender Milch zu baden, da das Fohlen sie mit Eisstücken kühlt. Nach dem Milchbad entsteigt der Königssohn dem Bottich wieder und ist siebenmal schöner als zuvor, woraufhin auch der König hineinsteigen soll, jedoch gibt das Fohlen dieses Mal Feuer hinzu, wodurch der Badende verbrennt. Sodann wird aus der Taube wieder das goldhaarige Mädchen, das den Königssohn zum Gemahl nimmt. Die zwölf Königstöchter werden ihre Mägde, die elf Brüder des neuen Königs aber heiraten nie.

## Hintergrund
Diese Version des Märchens ist in dem Werk Magyar Népköltési Gyüjtemény (Band X, Nr. 36, S. 294, 1908) abgedruckt und stammt aus Tatrang sowie der Sammlung von Antal Horger. In Elisabet Róna-Sklareks Ungarische Volksmärchen (Leipzig 1909) erhielt sie den Titel Der zwölfte Sohn.
In einer ähnlichen kroatischen Version schicken zwölf Brüder ihren Vater aus, damit dieser eine Mutter mit zwölf Töchtern finde. Es gelingt ihm, doch die alte Mutter will die Söhne töten, was der Jüngste von ihnen, dank des sprechenden Pferdes verhindern kann, indem er die Hüte der Brüder und die Tücher der Töchter des Nachts vertauscht, sodass die Alte, die immer dort die Köpfe abschneidet, wo sie einen Hut ertastet, alle ihre Töchter, bis auf die Jüngste, umbringt. Die Brüder fliehen daraufhin und können der sie verfolgenden Alten dank einer Bürste, einem Wetzstein und einem Striegel, die auf den Boden geworfen werden, entkommen. Der Jüngste findet daraufhin ein goldenes Haar, eine goldene Entenfeder und ein goldenes Hufeisen der jüngsten Tochter der Alten. Später soll er dem König, der von den drei Dingen erfahren hatte, das Mädchen mit den goldenen Haaren und diesem ihre Enten sowie ihren Hengst bringen, was ihm dank des Pferdes auch gelingt. Das verschönernde Bad aus der Milch der dem Hengst folgenden Stuten überlebt auch hier nur der jüngste Sohn, da das Pferd dem badenden König Glut in den Kübel gibt. Diese Version stammt aus dem Werk Volksmärchen aus dem Umkreis von Osijek in Slawonien (Zagreb 1910–1913) von Tade Smičiklas und trägt im Deutschen den Titel Die zwölf Brüder. Sie stellt eine Kombination aus AaTh 303 A: Brüder suchen Schwestern + 327 B: Däumling und Menschenfresser + 531: Ferdinand der treue und Ferdinand der ungetreue dar, die nach dem zweiten (Spalte 888) und vierten Band (Spalte 1016) der Enzyklopädie des Märchens (Fünf Bände, Berlin / New York, 1977–1987) als Ökotyp M des Typs 303 A bezeichnet wird. Ihr ähnlich ist eine slowakische Version aus dem Archiv des Ethnologischen Instituts der Slowakischen Akademie der Wissenschaften (Bratislava), die im Deutschen den Titel Das goldene Hufeisen, die goldene Feder und das goldene Haar erhielt. Sie wurde von Mária Prokopová erzählt, der Tochter von Blažej Riško-Kostka, der den Text für die Version von Frank Wollman (Nr. 215) aus dem Jahr 1932 lieferte.